# Selección de fútbol sala de China
La Selección de fútbol sala de China es el equipo que representa al país en la Copa Mundial de fútbol sala de la FIFA, en el Campeonato Asiático de Futsal y en otros torneos de la especialidad; y es controlado por la Asociación China de Fútbol.

## Estadísticas

### Copa Mundial de Futsal FIFA
| Copa Mundial de fútbol sala de la FIFA | Copa Mundial de fútbol sala de la FIFA | Copa Mundial de fútbol sala de la FIFA | Copa Mundial de fútbol sala de la FIFA | Copa Mundial de fútbol sala de la FIFA | Copa Mundial de fútbol sala de la FIFA | Copa Mundial de fútbol sala de la FIFA | Copa Mundial de fútbol sala de la FIFA |
| Año                                    | Ronda                                  | J                                      | G                                      | E                                      | P                                      | GF                                     | GC                                     |
| -------------------------------------- | -------------------------------------- | -------------------------------------- | -------------------------------------- | -------------------------------------- | -------------------------------------- | -------------------------------------- | -------------------------------------- |
| 1989                                   | No participó                           | No participó                           | No participó                           | No participó                           | No participó                           | No participó                           | No participó                           |
| 1992                                   | Primera ronda                          | 3                                      | 0                                      | 0                                      | 3                                      | 7                                      | 23                                     |
| 1996                                   | Primera ronda                          | 3                                      | 0                                      | 0                                      | 3                                      | 3                                      | 18                                     |
| 2000                                   | No participó                           | No participó                           | No participó                           | No participó                           | No participó                           | No participó                           | No participó                           |
| 2004                                   | No clasificó                           | No clasificó                           | No clasificó                           | No clasificó                           | No clasificó                           | No clasificó                           | No clasificó                           |
| 2008                                   | Fase de grupos                         | 4                                      | 0                                      | 0                                      | 4                                      | 5                                      | 25                                     |
| 2012                                   | No clasificó                           | No clasificó                           | No clasificó                           | No clasificó                           | No clasificó                           | No clasificó                           | No clasificó                           |
| 2016                                   | No clasificó                           | No clasificó                           | No clasificó                           | No clasificó                           | No clasificó                           | No clasificó                           | No clasificó                           |
| 2021                                   | No clasificó                           | No clasificó                           | No clasificó                           | No clasificó                           | No clasificó                           | No clasificó                           | No clasificó                           |
| 2024                                   | No clasificó                           | No clasificó                           | No clasificó                           | No clasificó                           | No clasificó                           | No clasificó                           | No clasificó                           |
| Total                                  | 3/10                                   | 10                                     | 0                                      | 0                                      | 10                                     | 15                                     | 66                                     |

### Copa Asiática de Futsal de la AFC
| Copa Asiática de Futsal de la AFC | Copa Asiática de Futsal de la AFC | Copa Asiática de Futsal de la AFC | Copa Asiática de Futsal de la AFC | Copa Asiática de Futsal de la AFC | Copa Asiática de Futsal de la AFC | Copa Asiática de Futsal de la AFC | Copa Asiática de Futsal de la AFC |
| Año                               | Ronda                             | J                                 | G                                 | E                                 | P                                 | GF                                | GC                                |
| --------------------------------- | --------------------------------- | --------------------------------- | --------------------------------- | --------------------------------- | --------------------------------- | --------------------------------- | --------------------------------- |
| 1999 – 2001                       | No participó                      | No participó                      | No participó                      | No participó                      | No participó                      | No participó                      | No participó                      |
| 2002                              | Fase de grupos                    | 4                                 | 0                                 | 0                                 | 4                                 | 3                                 | 34                                |
| 2003                              | Fase de grupos                    | 3                                 | 0                                 | 0                                 | 3                                 | 9                                 | 25                                |
| 2004                              | Cuartos de final                  | 4                                 | 2                                 | 0                                 | 2                                 | 36                                | 9                                 |
| 2005                              | Segunda ronda                     | 6                                 | 2                                 | 1                                 | 3                                 | 43                                | 20                                |
| 2006                              | Fase de grupos                    | 3                                 | 2                                 | 0                                 | 1                                 | 10                                | 8                                 |
| 2007                              | Fase de grupos                    | 3                                 | 1                                 | 0                                 | 2                                 | 4                                 | 12                                |
| 2008                              | Cuarto lugar                      | 6                                 | 3                                 | 0                                 | 3                                 | 29                                | 21                                |
| 2010                              | Cuarto lugar                      | 6                                 | 3                                 | 0                                 | 3                                 | 27                                | 25                                |
| 2012                              | Fase de grupos                    | 3                                 | 1                                 | 0                                 | 2                                 | 6                                 | 9                                 |
| 2014                              | Fase de grupos                    | 3                                 | 0                                 | 0                                 | 3                                 | 4                                 | 18                                |
| 2016                              | Fase de grupos                    | 3                                 | 1                                 | 0                                 | 2                                 | 6                                 | 14                                |
| 2018                              | Fase de grupos                    | 3                                 | 1                                 | 0                                 | 2                                 | 8                                 | 18                                |
| 2022                              | No clasificó                      | No clasificó                      | No clasificó                      | No clasificó                      | No clasificó                      | No clasificó                      | No clasificó                      |
| 2024                              | Fase de grupos                    | 3                                 | 0                                 | 0                                 | 3                                 | 2                                 | 7                                 |
| Total                             | 13/17                             | 50                                | 16                                | 2                                 | 32                                | 186                               | 220                               |

### Futsal at the Asian Indoor and Martial Arts Games
| Asian Indoor and Martial Arts Games record | Asian Indoor and Martial Arts Games record | Asian Indoor and Martial Arts Games record | Asian Indoor and Martial Arts Games record | Asian Indoor and Martial Arts Games record | Asian Indoor and Martial Arts Games record | Asian Indoor and Martial Arts Games record | Asian Indoor and Martial Arts Games record |
| Año                                        | Ronda                                      | J                                          | G                                          | E                                          | P                                          | GF                                         | GC                                         |
| ------------------------------------------ | ------------------------------------------ | ------------------------------------------ | ------------------------------------------ | ------------------------------------------ | ------------------------------------------ | ------------------------------------------ | ------------------------------------------ |
| 2005                                       | Cuarto lugar                               | 5                                          | 2                                          | 0                                          | 3                                          | 12                                         | 15                                         |
| 2007                                       | Cuarto lugar                               | 7                                          | 4                                          | 1                                          | 2                                          | 36                                         | 17                                         |
| 2009                                       | No participó                               | No participó                               | No participó                               | No participó                               | No participó                               | No participó                               | No participó                               |
| 2013                                       | Cuartos de final                           | 3                                          | 2                                          | 0                                          | 1                                          | 10                                         | 8                                          |
| 2017                                       | Fase de grupos                             | 4                                          | 1                                          | 1                                          | 2                                          | 15                                         | 18                                         |
| Total                                      | 4/5                                        | 19                                         | 9                                          | 2                                          | 8                                          | 75                                         | 62                                         |

### East Asian Championship
| East Asian Championship record | East Asian Championship record | East Asian Championship record | East Asian Championship record | East Asian Championship record | East Asian Championship record | East Asian Championship record | East Asian Championship record |
| Año                            | Ronda                          | J                              | G                              | E                              | P                              | GF                             | GC                             |
| ------------------------------ | ------------------------------ | ------------------------------ | ------------------------------ | ------------------------------ | ------------------------------ | ------------------------------ | ------------------------------ |
| 2009                           | Campeón                        | 4                              | 4                              | 0                              | 0                              | 38                             | 9                              |
| 2013                           | Campeón                        | 4                              | 3                              | 1                              | 0                              | 18                             | 2                              |
| Total                          | 2/2                            | 8                              | 7                              | 1                              | 0                              | 56                             | 11                             |